# Rave Un2 the Joy Fantastic (Album)
Rave Un2 the Joy Fantastic (englisch für Schwärmen zu der fantastischen Freude) ist das 23. Studioalbum des US-amerikanischen Musikers Prince, wobei er alle Songs arrangierte, komponierte und produzierte. Es erschien am 9. November 1999 bei dem Musiklabel Arista Records / NPG Records und ist das sechste und letzte Studioalbum, das er unter seinem Pseudonym des unaussprechbaren Symbols veröffentlichte. Aufgrund von Differenzen mit Warner Bros. Records hatte Prince im Jahr 1993 seinen Künstlernamen abgelegt und nahm ihn erst im Mai 2000 wieder an. Zum ersten Mal seit 1996 arbeitete er mit Arista Records wieder mit einem Major-Label zusammen, seine vorherigen Alben vertrieb er über sein eigenes Label NPG Records.
Die Musik zählt zu den Genres Contemporary R&B, Funk, Pop und Rock. Einige Liedtexte können als Anspielung auf Prince’ damalige Ehefrau Mayte Garcia interpretiert werden, mit der er im Jahr 1999 eine Krise hatte und sich von ihr im Mai 2000 scheiden ließ. Ansonsten greift er Themen auf, die er bereits in seinen Songs der 1990er behandelt: Affären, Liebe, sexuelle Anzüglichkeiten, zwischenmenschliche Beziehungen sowie Vorwürfe gegen die Musikindustrie.
Als musikalischen Gäste wirken Ani DiFranco, Chuck D, Clare Fischer, Eve, Gwen Stefani, Larry Graham, Maceo Parker und Sheryl Crow mit, von der Prince auf dem Album eine Coverversion eines Songs veröffentlichte; Coverversionen brachte er in seiner Karriere sehr selten auf einer seiner Studioalben heraus. Verglichen mit anderen Prince-Alben erhielt Rave Un2 the Joy Fantastic überwiegend zurückhaltendes Lob von Musikkritikern.
In kommerzieller Hinsicht erreichte das Album zwar Goldstatus in den USA, in den Top 20 internationaler Charts war Rave Un2 the Joy Fantastic aber kaum zu finden. Eine Tournee zum Album absolvierte Prince nicht, trat aber im Rahmen einer Werbekampagne für zwei Wochen in Europa auf. Dabei hatte er auch drei Fernsehauftritte in Deutschland, was weder vorher noch danach wieder vorkam. Über die Zusammenarbeit mit Arista Records war Prince sehr enttäuscht und machte vor allem den Label-Gründer und damaligen Chef Clive Davis dafür verantwortlich.
Im April 2001 veröffentlichte Prince das Album Rave In2 the Joy Fantastic, auf dem Remixversionen von den Songs auf Rave Un2 the Joy Fantastic zu hören sind.

## Entstehung

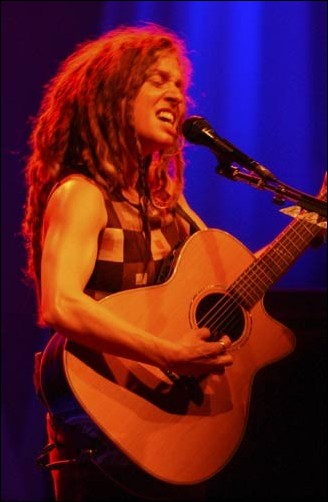
Ani DiFranco, 2005

Das Titelstück Rave Un2 the Joy Fantastic nahm Prince bereits am 24. Juli 1988 in den Olympic Studios in London auf, als er mit seiner Lovesexy-Tour im Vereinigten Königreich unterwegs war. Er war aber der Meinung, der Song ähnele zu sehr seinem Hit Kiss aus dem Jahr 1986, weswegen er ihn damals noch nicht veröffentlichen wollte. Alle anderen Songs, inklusive einer überarbeiteten Version von Rave Un2 the Joy Fantastic, spielte er Anfang bis Mitte 1999 in seinem Paisley Park Studio in Chanhassen ein. Gemäß Toningenieur Hans-Martin Buff (* 18. Juni 1969 in Garmisch-Partenkirchen), der von 1996 bis 2000 für Prince arbeitete, war The Greatest Romance Ever Sold das letzte Stück, das Prince für das Album aufnahm.
Seit 1984 arbeitete Prince immer wieder mit dem Arrangeur Clare Fischer zusammen und ließ ihn Saiteninstrumente in seine Songs einfügen. In den vorangegangenen Jahren hatte er ihm die Songs auf Tapes zukommen lassen, ab 1999 machte Prince dies mit Pro Tools. Auf Rave Un2 the Joy Fantastic arrangierte Fischer in Zusammenarbeit mit The NPG Orchestra entsprechende Parts bei den vier Stücken Man ‘O’ War, segue, Silly Game und The Sun, the Moon and Stars; die Aufnahmen fanden in den O’Henry Sound Studios in Burbank statt.
Die Hornheads sind eine im Jahr 1991 gegründetes Blechbläserquintett, die mit Prince erstmals am 3. Juni 1991 bei einem Livekonzert auftrat. Auf Rave Un2 the Joy Fantastic spielte die Band am 17. Mai 1999 im Paisley Park Studio Overdubs bei den beiden Songs Hot Wit U und Man ‘O’ War ein.
Nach dem Ani DiFranco mit Gastmusiker Maceo Parker am 3. Juni 1999 im Midway Stadium in Saint Paul in Minnesota ein Konzert gegeben hatte, lud Prince die beiden in sein Paisley Park Studio ein; DiFranco spielte bei Eye Love U, But Eye Don’t Trust U Anymore akustische Gitarren ein und Parker fügte beim Song Prettyman Saxophon-Parts hinzu. Am 1. Juli 1999 nahm Prince mit Sheryl Crow Baby Knows auf. Als er am 10. Juli ein Konzert im Paisley Park Studio gab, war unter anderem Gwen Stefani von No Doubt unter den Zuschauern. Stefani blieb anschließend noch in Chanhassen und nahm den Gesangspart in So Far, So Please auf. Die beiden Songs Baby Knows und So Far, So Pleased mischte Prince Ende Juli 1999 in den Electric Lady Studios in New York City ab. Mitte August fügte Chuck D von Public Enemy einige Rap-Passagen im Song Undisputed im Paisley Park Studio ein.
Vom 10. September bis zum 15. September 1999 arbeitete Prince erneut in den Electric Lady Studios; in dieser Zeit nahm Eve ihre Gesangsparts in Hot Wit U und in dem Adam & Eve Remix von The Greatest Romance Ever Sold auf. Anschließend stellte Prince das Album Rave Un2 the Joy Fantastic fertig.

### Zusammenarbeit mit Arista Records

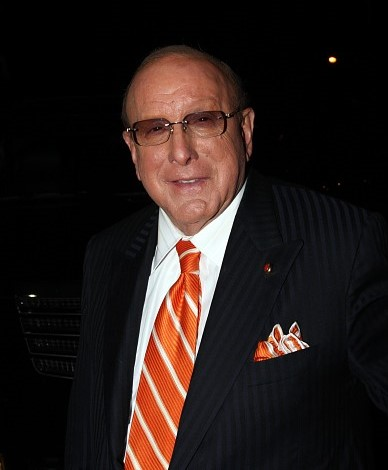
Clive Davis, 2007

Anfang April 1999 traf sich Prince in New York City zum ersten Mal mit Clive Davis, der damals Chef von Arista Records war und das Label 1974 auch gegründet hatte. Die beiden sprachen über eine mögliche Zusammenarbeit für ein neues Studioalbum und trafen sich Ende Mai 1999 erneut. Prince spielte ihm erste Songs von Rave Un2 the Joy Fantastic vor, woraufhin sich Davis begeistert zeigte. Doch Davis präsentierte die Songs keinen anderen Führungskräften von Arista und holte sich somit keine weiteren Meinungen ein. Gemeinsam mit dem Rechtsanwalt L. Londell McMillan (* 1966) arbeitete Prince die Modalitäten für eine Zusammenarbeit aus und erhielt von Davis einen Vorschuss von 11 Millionen US-Dollar (damals ungefähr 10,4 Millionen Euro), was eine Million US-Dollar mehr als bei seinen Verträgen mit Warner Bros. Records war.
Im Juni 1999 veröffentlichte Arista Records das Album Supernatural von Carlos Santana, den Davis bei Arista unter Vertrag genommen hatte. Auf Supernatural sind wie auf Rave Un2 the Joy Fantastic eine Reihe bekannter Gastmusiker vertreten und das Album verkaufte sich bis November 1999 allein in den USA fünf Millionen Mal; Außerdem wurde Santana für Supernatural im Jahr 2000 mit acht Grammys ausgezeichnet.
Am 24. August 1999 veröffentlichte Warner Bros. Records das Prince-Album The Vault … Old Friends 4 Sale, und einen Tag später kündigten Arista Records und NPG Records per Pressemitteilung Rave Un2 the Joy Fantastic an. Das Album wurde innerhalb der USA von NPG Records über Arista Records lizenziert, außerhalb der USA über BMG – damals ein Tochterunternehmen des Bertelsmann-Konzerns, zu dem auch Arista Records gehörte. Die Zusammenarbeit galt nur für Rave Un2 the Joy Fantastic und Prince erhielt sämtliche Urheberrechte der Master Tapes. Er wies in mehreren Interviews darauf hin, er habe bei Arista „keinen Vertrag, sondern nur eine Vereinbarung“ getroffen.
Als Produzent vom Album Rave Un2 the Joy Fantastic ist „Prince“ angegeben, obwohl er zum damaligen Zeitpunkt ein unaussprechbares Symbol als Pseudonym hatte. Er selbst sprach in der damaligen Zeit gelegentlich von sich in der dritten Person und erklärte, „Prince“ wisse, wie Hits geschrieben werden und sei „ein guter Entscheidungsträger“. Davis äußerte sich sehr lobend über ihn und sagte, Prince sei der Künstler, mit dem er „am liebsten“ zusammenarbeiten möchte. Seine Entscheidung, nach drei Jahren wieder mit einem Major-Label zu kooperieren, begründete Prince folgendermaßen: „Ich glaube, ich musste eine Weile aus der Plattenindustrie aussteigen, damit ich meine Kunstfertigkeit zurückgewinnen und wieder ermächtigt werden konnte. Die Probleme, die ich mit so genannten Majors [Major-Labels] hatte, betrafen Eigentum und langfristige Verträge. Beide Probleme sind in meiner Vereinbarung mit Arista nicht existent.“ Außerdem hätten ihn Komplikationen mit Musiklabels in der Vergangenheit daran gehindert, Gastmusiker auf seinen Alben mitwirken zu lassen.
Als Führungskräfte von Arista Records das Album Rave Un2 the Joy Fantastic hörten, waren sie deutlich weniger beeindruckt als Clive Davis es anfangs gewesen war. Nach Prince’ Tod im Jahr 2016 sagte Toningenieur Hans-Martin Buff, Davis habe mehrmals bei Prince im Paisley Park Studio angerufen und um Änderungen am Album gebeten. Doch im Laufe der Zeit habe Prince diese Anrufe absichtlich nicht mehr entgegengenommen und Buff ans Telefon geschickt, damit er Prince’ Anwesenheit verleugne.

### Vermarktung
Anlässlich der bevorstehenden Veröffentlichung von Rave Un2 the Joy Fantastic gab Prince so viele Interviews wie nie zuvor in seiner Karriere. Außerdem spielte er vereinzelt Konzerte, um das Album zu promoten. Auftakt der Werbekampagne war am 16. September 1999 im Auditorium des Equitable Building in Manhattan in New York City, wo Clive Davis eine „Listening Party“ für 500 geladene Gäste organisierte. Er spielte den Gästen die meisten Songs von Rave Un2 the Joy Fantastic vor und erzählte dazu eine Anekdote, bevor Prince ein 50-minütiges Konzert absolvierte, aber kein einziges Stück des neuen Albums vortrug. Nur wenige der anwesenden Musikjournalisten berichteten anschließend über die Veranstaltung. Am 9. Oktober 1999 gab Prince abermals ein Konzert im Rahmen einer „Listening Party“, diesmal im Hotel Fontainebleau Miami Beach in Florida. Anschließend wollte er ein Musikvideo zu The Greatest Romance Ever Sold produzieren und in den USA auf Tournee gehen, was ihm BMG aber verweigerte – das Musiklabel wollte das Album zunächst in Europa bewerben.
Am 15. November 1999 begann Prince eine zweiwöchige Werbekampagne durch Europa. Er gab Interviews und Liveauftritte im Vereinigten Königreich, Frankreich, Spanien, Deutschland und in den Niederlanden. Weitere geplante Auftritte in Schweden sagte er ohne Angaben von Gründen ab und flog am 29. November 1999 zurück in die USA.
Als Prince am 18. November 1999 bei Top of the Pops in London den Song Baby Knows spielte, sorgte er nach dem Auftritt für einen Eklat; er beantragte, den gesamten Backstagebereich von allen Mitarbeitern außer seiner Crew zu räumen, damit er genügend Privatsphäre für ein Interview mit einem BBC-Reporter hatte. Unter anderem musste auch Robbie Williams den Backstagebereich verlassen, worauf dieser auf der Bühne folgendes sagte: „Can you fucking believe that? I’d like to give him a kicking like it’s 1999 [Anspielung auf Liedtext in 1999], only he’s got too many minders.“ („Könnt ihr das verdammt nochmal glauben? Ich würde ihm gerne einen Tritt verpassen, als wäre es 1999, aber hat er zu viele Aufpasser“)
Am 25. November 1999 trat Prince das erste Mal im deutschen Fernsehen auf und war als musikalischer Gast in Die Harald Schmidt Show zu sehen. Anschließend war er noch bei Die Glücksspirale und bei VIVA, wo ihn Charlotte Roche in ihrer damaligen Sendung Fast Forward interviewte. Letztendlich waren diese drei Auftritte die einzigen im deutschen Fernsehen in Prince’ seiner Karriere.

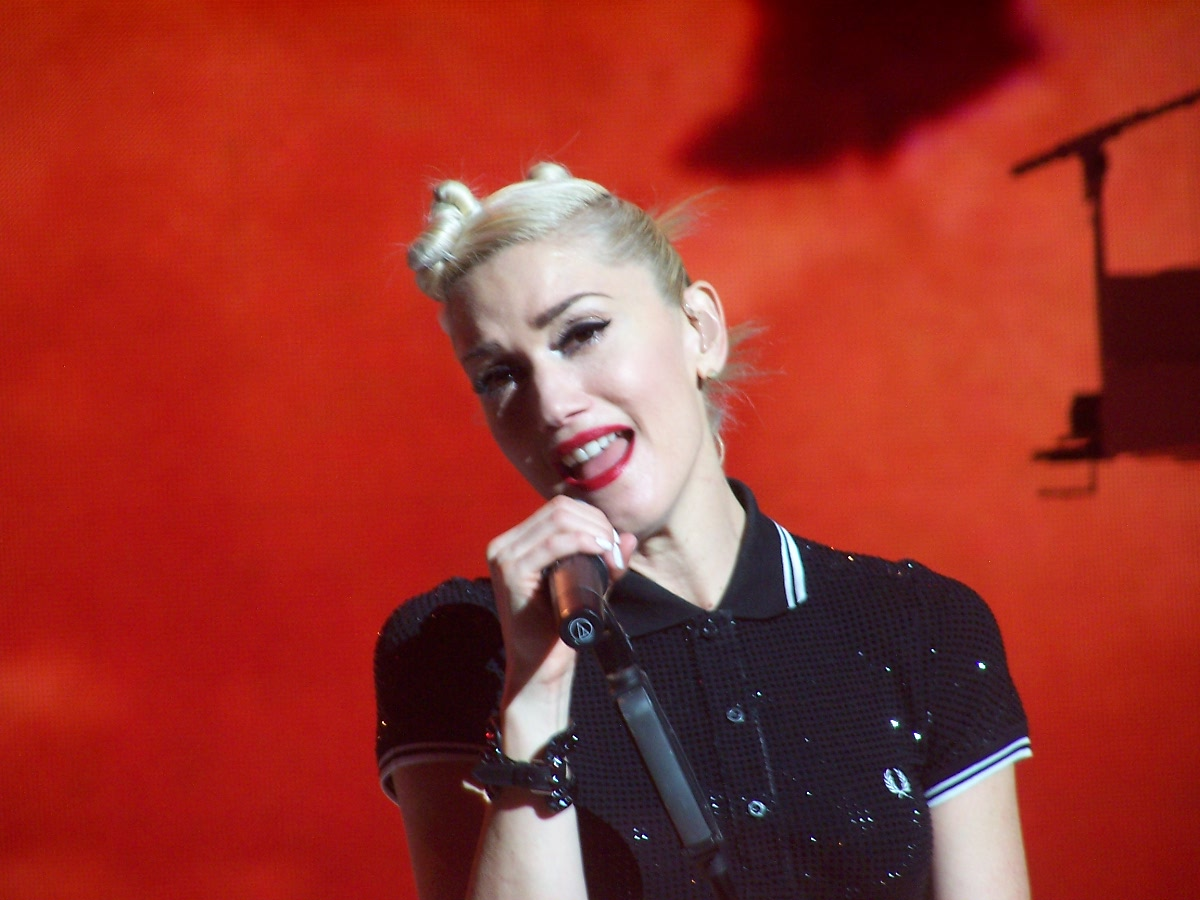
Gwen Stefani, 2003

Ab Januar 2000 war Rave Un2 the Joy Fantastic kaum noch in den Top 100 der internationalen Hitparaden vertreten. Prince warf Arista vor, schlechte Musikpromotion für sein Album betrieben zu haben. Das Label war hingegen der Meinung, er kooperiere nicht mehr und ziehe sich zurück. Prince kritisierte Clive Davis öffentlich und wollte das Album nur noch dann weiter bewerben, wenn Arista eine zweite Single auskoppeln würde, was ihm Davis aber nicht zusichern wollte und sagte: „Ich hatte gedacht, dass Sie anders sein würden, als Sie in der Presse beschrieben wurden. Jeder hatte mich gewarnt.“ Prince wollte nach The Greatest Romance Ever Sold als zweite Single So Far, So Pleased, das Duett mit Gwen Stefani, auskoppeln, doch dazu brauchte er die Zustimmung des Labels Interscope Records, bei dem Stefani damals unter Vertrag stand. Aber das Label verweigerte ihm eine Zusage.
Anfang März 2000 beschuldigte Prince über seine damalige Website Clive Davis und Arista Records, das Album in den Charts scheitern gelassen zu haben. Einige Tage später gab er die Verschiebung seines geplanten Remixalbums Rave In2 the Joy Fantastic bekannt und fügte sarkastisch hinzu: „Mister Davis“ werde dadurch „Zeit bekommen, um sein Versprechen zu erfüllen und ein paar echte Hitsingles zu produzieren, die nach ‚ganz oben in die Charts‘ schießen.“ In einem Interview mit dem Stadtmagazin City Pages der Metropolregion Minneapolis–Saint Paul meinte Prince zynisch: „Aber ich bin nicht sauer auf diese Jungs von Arista. Was soll Clive Davis sonst noch tun? Er kann nicht singen.“ Davis äußerte sich nicht öffentlich zu Prince’ Aussagen, stellte aber die Promotion für Rave Un2 the Joy Fantastic komplett ein. Monate später wurde er von einem Journalisten gefragt, warum sich das Album wesentlich schlechter als Supernatural von Carlos Santana verkauft hatte. Davis antwortete, Prince habe zwar „ein tolles Album abgeliefert“, aber „die Zielgruppe der Dreizehn- bis Neunzehnjährigen“ nicht erreicht, was für einen kommerziellen Erfolg sehr wichtig gewesen wäre.

## Gestaltung des Covers
Artdirector und Fotograf Steve Parke (* 1963) war für das Albumdesign zuständig. Er arbeitete von 1988 bis 2001 mit Prince zusammen und war bereits für die Covergestaltung der Alben Graffiti Bridge (1990), The Gold Experience (1995), Chaos and Disorder und Emancipation (beide 1996), Crystal Ball (1998) sowie The Vault … Old Friends 4 Sale (1999) zuständig gewesen.
Auf dem Frontcover ist Prince auf der rechten Bildseite von seiner Hüfte aufwärts zu sehen. Er trägt einen Spitzbart und als Frisur kleine Rastazöpfchen mit eingebundenen blauen Bändchen, seine Augen schauen nach schräg links. Als Outfit hat Prince einen Bodysuit in hell königsblau an, um seinen Hals hängt eine Kette mit einem Anhänger seines unaussprechbaren Symbols. Auf der linken Bildseite ist in hell königsblauer Farbe sowohl der Albumname „Rave Un2 the Joy Fantastic“ als auch sein Symbol abgedruckt. Der Hintergrund ist komplett weiß. Auf dem Rückcover trägt Prince das gleiche Outfit und ist ebenfalls auf der rechten Bildseite zu sehen, diesmal aber stehend und eine lilafarbene Gitarre in Form seines Symbols spielend. Auf der linken Bildseite ist die Tracklist abgedruckt.
Das Booklet ist als Faltcover gestaltet, das zu einem Poster mit den Maßen 356 × 237 mm ausgebreitet werden kann. Auf der Vorderseite ist ein Foto von Prince, das von Steve Parke stammt. Die Aufnahme machte er in Marbella auf dem Anwesen, das Prince seiner damaligen Ehefrau Mayte Garcia im Jahr 1998 geschenkt hatte. Er steht im Swimming Pool, wobei nur sein Kopf zu sehen ist. Parke habe mit Prince gern außerhalb eines Studios gearbeitet, sagte er. Bei der Covergestaltung ließ sich Parke von dem Albumcover „mit den Modellköpfen“ Electric Café von Kraftwerk aus dem Jahr 1986 inspirieren, weil Prince im Jahr 1999 „alles ins Internet stellen und die Dinge virtualisieren wollte“. Prince’ Hände bearbeitete Parke nachträglich digital mit einem Computer, um „ein Symbol der Verbindung, das Organische mit dem Digitalen“ zu erzeugen.
Auf der Rückseite des Posters sind alle Liedtexte abgedruckt und in den Liner Notes bedankt sich Prince sowohl bei Mayte Garcia als auch bei Manuela Testolini, die er 2001 heiratete. Außerdem beklagt er in den Liner Notes den Tod von Lämmern für den Wunsch der Menschen nach weicher Wollkleidung.

## Musik und Liedtexte

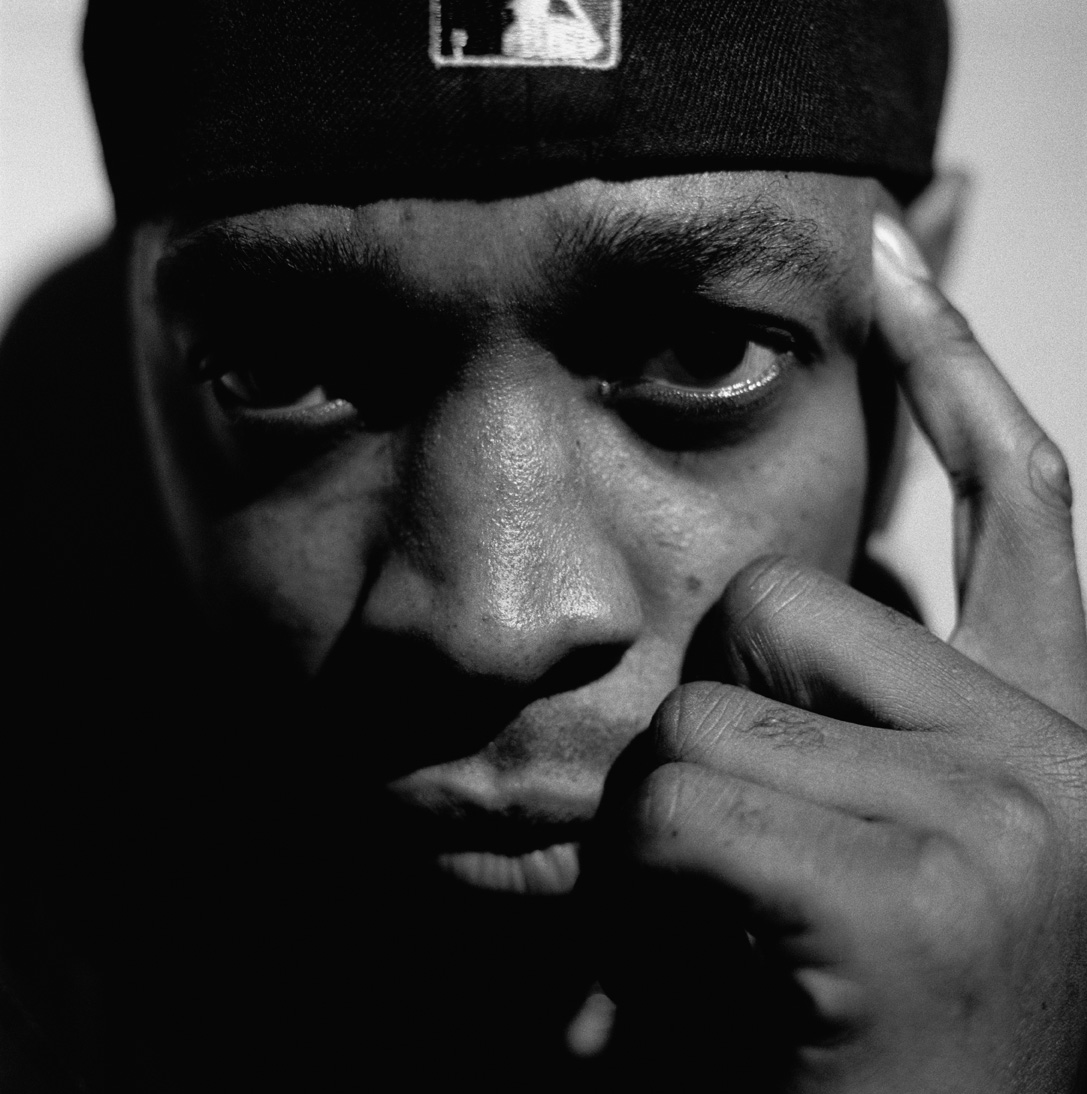
Chuck D, 2000

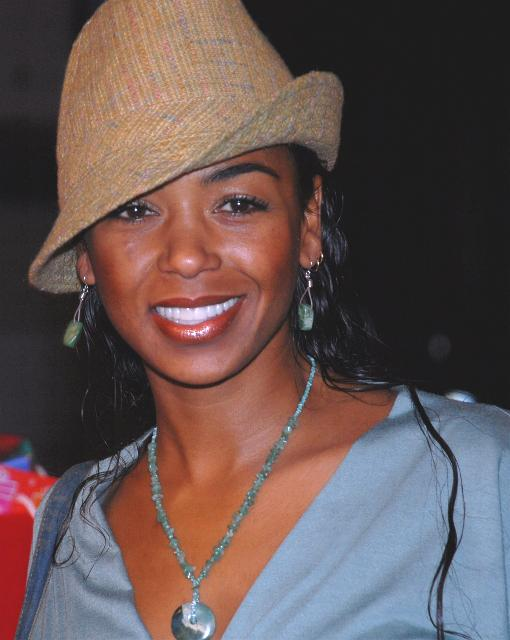
Ananda Lewis (2007) inspirierte Prince zum Liedtext von Baby Knows

Die Musik zählt zu den Genres Contemporary R&B, Funk, Pop und Rock. Für die Aufnahmen benutzte Prince erstmals seit den 1980er Jahren wieder einen Linn LM-1-Drumcomputer. Eigentlich wollte er diesen mit MIDI nachrüsten lassen, was technisch aber nicht möglich war. Zudem benutzte er für die Aufnahmen einen Oberheim-Synthesizer.
In den Liedtexten greift Prince ähnliche Themen auf wie in seinen Songs aus den 1990er Jahren. Sie handeln wiederum von Affären, Liebe, zwischenmenschlichen Beziehungen sowie Vorwürfen gegen die Musikindustrie. Aber das Album enthält mehr Songs über gescheiterte Beziehungen als romantische Liebeslieder, was viele Musikkritiker als Hinweis auf eine Trennung zwischen ihm und seiner damaligen Ehefrau Mayte Garcia interpretierten, was Prince jedoch dementierte. Sexuelle Themen und Hedonismus lassen sich in Baby Knows und Hot Wit U finden. In den beiden Songs Strange but True und Undisputed kommentiert Prince künstlerische Integrität und das Musikgeschäft. Die meisten Stücke singt er melodisch vertont, nur Undisputed trägt er im Sprechgesang vor. Neben seinem charakteristischen Falsettgesang benutzt Prince auch tiefere Stimmlagen.
1. Rave Un2 the Joy Fantastic
Das Titelstück ist aus dem Genre Funk, das sparsam produziert ist und zuweilen Demo-ähnlich klingt. Die Rhythmus-Phrase wird durch den Linn-LM-1-Drumcomputer erzeugt und das Hybrid-Piano-Spiel erinnert zuweilen an Kiss von 1986. Zudem fügte Prince orientalisch angehauchtes Gitarrenspiel hinzu, das er aus dem Song The Max (1992) seines Albums Love Symbol entnahm. Er verziert den Titelsong mit einigen Gitarrenriffs und Improvisationen, ohne aber in ein Solo überzugehen. Der rhythmische Groove unterscheidet sich von den anderen Albumsongs. Der Liedtext zelebriert das Leben und das Genießen des Lebens durch einen neuen Blickwinkel, der Drogen und Waffen ablehnt. Prince’ Version einer schönen neuen Welt besteht aus einem Planeten der Liebenden und Städten voller guter Zeiten. Der Refrain besteht aus einem feierlichen Vortrag des Titelnamens „rave unto the joy fantastic“, wobei Prince seine Stimme mehrspurig aufnahm, um eine kräftige Textur zu kreieren.[40]
2. Undisputed Chuck D, 2000
Der Track stammt aus dem Bereich Funk und Dance-Pop. Den Linn-LM-1-Drumcomputer spielt Prince abgehackt und der Song endet mit einem von ihm funky gespielten Gitarrenriff.[40] Das Stück enthält ein Sample des Songs Bring the Noise (1988) von Public Enemy.[43] Obwohl Undisputed kein klassischer Rap-Song ist, besitzt der Liedtext einen Hang zur Tapferkeit und der Protagonist prahlt mit seinen Fähigkeiten als Entertainer, was in vielen Songs dieses Genres üblich ist. Chuck D wirkt als Rapper mit und der Refrain lautet „NPG, get rowdy now“ („NPG, jetzt wird’s krass“). Ferner enthält der Song einen kurzen humorvollen, von Prince absichtlich schlecht gesungenen opernähnlichen Gesang.[40] Der Songtitel „Undisputed“ bezieht sich auf seine „unbestrittene Wahrheit“, innovativ und endlich „frei zu sein“, was Menschen mit ausreichend Zeit erkennen würden.
3. The Greatest Romance Ever Sold
Die R&B-Ballade ist eine Mid-Tempo-Nummer mit einer melancholisch wirkenden Melodie. Die Verse enden, indem die Melodie Schritt für Schritt einen Halbton heruntergeht, bevor ein schnelles orientalisches Motiv in eine Passage vor dem Refrain mündet, die dekorative Kaskaden von Synthesizer-Spiel zeigt. Musikalisch wurde Prince von Mayte Garcia inspiriert, als die beiden Urlaub in Marokko machten. Der Titelname The Greatest Romance Ever Sold ist eine offensichtliche Variation von The Greatest Story Ever Told (1949), einem Buch von Fulton Oursler über das Leben Jesu Christi, das als klassisches und ehrfürchtiges Werk gilt. Das Stück beginnt mit dem eindringlichen Refrain, der mehrschichtige Stimmlagen von Prince enthält: im Refrain singt er ausschließlich „the greatest romance that’s ever been sold“, aber niemals den eigentlichen Songtitel. Der Liedtext handelt von der Kraft der Liebe und der Art von Romantik, die die Seele berührt. Außerdem beschäftigt sich Prince mit der Frage, warum Adam Eva nicht verlassen hat.[42]
4. segue (Miles Davis 199?)
Gemäß Toningenieur Hans-Martin Buff enthielt dieser Übergang ursprünglich die von Miles Davis gesprochene Worte „Prince, Prince, Prince, Prince“, entnommen aus einem früheren Interview, in dem Davis sagte: „Prince ist genauso gut wie jeder Jazzmusiker“. Doch Davis’ Nachlassverwalter gaben den Ausschnitt nicht frei, weswegen auf dem Album vier Sekunden Miles Davis gewidmete Stille vorhanden sind.[24]
5. Hot Wit U
Der Song ist aus dem Genre Funk und Dance. Im Vordergrund dominieren der Linn-LM-1-Drumcomputer und der munter gespielte Oberheim-Synthesizer, die zuweilen an Prince-Songs aus den 1980er Jahren erinnern. Der Rap von Eve klingt zwar professionell, aber uninspiriert; man könnte den Eindruck gewinnen, als wollte Prince unbedingt eine jüngere Zielgruppe ansprechen.[42] Der Liedtext ist im Wesentlichen eine Erklärung von Prince, wie er mit seiner Freundin die gemeinsame Körperwärme aufheizen möchte.
6. Tangerine
Das Jazz-angehauchte und gefühlvolle Stück dient als Bridge; der Song ist nur 1:31 Minuten lang und kann fast als unplugged bezeichnet werden, weil Prince hauptsächlich akustische Gitarre spielt. Tangerine besitzt Einflüsse von Joni Mitchell. Der ausschließlich von ihm im Falsett gesungene Song handelt von einem Mann, der seine Ex-Freundin vermisst und ihr mandarinfarbenes Negligé vergessen möchte.[42][44]
7. So Far, So Pleased
Der erste auf dem Album gitarrenlastige Song ist aus dem Bereich Rock. Prince legt eine Pause zu zwei Dritteln ein, wobei er ein neues Gitarrenmotiv einführt, bevor er ein Gitarrensolo spielt. Der Liedtext handelt von einer sich entwickelnden Romanze, wobei Prince mit der Entwicklung dieser Affäre „so weit, so zufrieden“ ist.[40][42] Er singt das Stück zusammen mit Gwen Stefani.
8. The Sun, the Moon and Stars
Das Stück ist eine entspannte Nummer aus dem Bereich Soul-Pop. Der Rhythmus ist Jazz-angehaucht und von Reggae beeinflusst. Im Kontrast stehen seichte Synthesizer und ein tiefer E-Bass zueinander. Clare Fischer fügte Saiteninstrumente hinzu. Der Liedtext beschreibt eine sanfte Verführung einer Frau durch ihren Liebhaber. Die Begeisterung, die sie aus ihrer Liebe empfinden, lässt „die Sonne, den Mond und die Sterne“ näher erscheinen als je zuvor. Das Stück komponierte Prince nach einem gemeinsamen Abendessen mit Mayte Garcia, Larry Graham und dessen Ehefrau Tina in Marbella. Toningenieur Hans-Martin Buff wollte den Song kürzen, weil er ihn „ein bisschen kitschig“ fand. Prince habe darüber gelacht und Buff scherzhaft gefragt: „Hans, wie steht es um dein Liebesleben?“[24][42][45]
9. Everyday Is a Winding Road
Die schwungvolle von Disco inspirierte Coverversion wurde im Jahr 1996 von Sheryl Crow geschrieben. Aus der Originalversion, die aus dem Genre Rock stammt, kreierte Prince eine komplett andere Version. Der Liedtext fördert die Aussage, man solle das Leben an sich genießen.[42]
10. segue
Das Instrumentalstück ist lediglich 19 Sekunden lang und wird von The NPG Orchestra vorgetragen, wobei Clare Fischer sowohl die Arrangements als auch die Leitung übernahm. segue dient als Bridge zum nachfolgenden Song Man ‘O’ War.
11. Man ‘O’ War
Die Soul-Ballade wirkt zuweilen melodramatisch. Arrangierte Streicher von Clare Fischer und subtile Hornschattierungen sorgen für Raffinesse, während ein zurückhaltendes Gitarrensolo etwas Energie spendet. Im Liedtext schildert Prince eine wütende Frau, die ihren Geliebten verlassen hat, weil dieser angeblich mit einer anderen Frau geschlafen hat. Doch ihre Anschuldigungen sind unwahr. Prince singt das Stück sowohl im Falsett als auch in tieferen Stimmlagen, wobei er seinen Gesang mit 14 Tonbandspuren aufnahm. Die Gesangsdarbietung wirkt aber zuweilen überlastet und vermittelt nicht die mürrische Stimmung des Liedtextes.[42]
12. Baby Knows Ananda Lewis (2007) inspirierte Prince zum Liedtext von Baby Knows
Der Song beginnt mit Mundharmonika-Spiel von Sheryl Crow und ist nach So Far, So Pleased ein weiterer gitarrenlastiger Track aus dem Genre Rockmusik sowie Bluesrock. Das druckvolle Schlagzeugspiel stammt von Michael Bland, der auch Mitglied in Prince’ Begleitband The New Power Generation war. Den Liedtext singt Prince ähnlich einem von ihm „Camille“ genannten Stimmeffekt, wobei seine Stimme mittels Pitch-Shifting etwas höher und schneller wirkt. Der Liedtext handelt von einer attraktiven Frau, die die angesagtesten Orte der Stadt kennt und weiß, wie man ihren Mann behandelt, wobei Prince von der damaligen MTV-Moderatorin Ananda Lewis (* 1973; † 2025) inspiriert wurde, mit der er Mitte 1999 oftmals Abende in der Nachtclubszene in New York City verbrachte. Inhaltlich erinnert Baby Knows zuweilen an den Liedtext von Peach (1993) aus The Hits/The B-Sides, weil Prince sich vorwiegend mit der Optik einer attraktiven Frau beschäftigt, insbesondere mit ihrem Po.[40][46][47][48]
13. Eye Love U, but Eye Don’t Trust U Anymore
Die schlichte und feinfühlige Klavierballade wird von dezentem Gitarrenspiel von Ani DiFranco begleitet. Das spärlich arrangierte Stück weist Ähnlichkeiten mit Sometimes It Snows in April (1986) vom Album Parade auf. Zudem besitzt die Melodie Elemente von Condition of the Heart (1985) aus dem Album Around the Word in a Day und von dem bis heute (2025) unveröffentlichten Prince-Song I Can’t Love U Anymore aus dem Jahr 1992. Der Liedtext ist die Wehklage eines betrogenen Liebhabers. Diesbezüglich schrieb Garcia nach Prince’ Tod in ihrer Autobiografie (2017), im wahren Leben sei es genau umgekehrt gewesen; der Liedtext beziehe sich auf Vorwürfe, die sie Prince gegenüber gemacht habe und basiere auf einem Ehestreit im September 1999 in Marbella. Garcia bezeichnete Prince’ Darstellung als „Seitenhieb“ ihr gegenüber. Prince sagte aber, ein Streit zwischen seinen Eltern habe ihn beim Liedtextschreiben inspiriert; sein Vater habe seiner Mutter einen Seitensprung unterstellt, nachdem sie ihr neu gekauftes Kleid bei der Rückkehr vom Einkaufen falsch herum getragen habe.[42][49][50]
14. Silly Game
Die ruhige, von Saiteninstrumenten getragene Soul-Pop-Nummer, zeigt Prince in seiner traditionellsten und zugänglichsten Form. Er recycelt einen klarinettenartigen Sound, dessen windspielartigen Klang er bereits in früheren Songs genutzt hatte. Der Rhythmus besteht hauptsächlich aus einem plastisch klingenden Synthesizer-Bass. Der Liedtext beschäftigt sich ebenfalls mit einer gescheiterten Affäre. Ähnlich wie in Eye Love U, but Eye Don’t Trust U Anymore und Man ‘O’ War fühlt sich der Mann von seiner Frau ungerecht behandelt, obwohl er sie liebt und deshalb eine solche Behandlung nicht zu verdienen meint.[42]
15. Strange but True
Der minimalistische Song aus dem Genre Funk erinnert in seiner Basslinie zuweilen an Erotic City aus dem Jahr 1984. Prince nahm den Song mit dem Linn-LM-1-Drumcomputer auf und kreierte ein Soundscape, bestehend aus verzerrten und verfremdeten Stimmen, denen verschiedene Motive beigefügt sind.[40] Gemäß Toningenieur Hans-Martin Buff platzierte Prince den Song nur auf seine Bitte hin auf dem Album. Buff hielt den Song für „fantastisch“, aber dann „musste er [Prince] noch diese Swatches drüberlegen“. Davor sei es „der echte Prince“ aus den 1980er Jahren gewesen, wie Buff „ihn liebte“.[44] Den Linn-LM-1-Drumcomputer hatte Prince nicht so benutzt, wie es üblicherweise gedacht ist; er schaltete Gitarren-Effektgeräte hinter die Tomtoms, wodurch die Fills im Song entstanden. Die Originalversion war laut Buff ursprünglich acht Minuten lang.[24] Der von Prince ausschließlich gesprochene Liedtext ist zuweilen kryptisch und spirituell angehaucht. Zu Anfang handelt der Liedtext von einer Liebesbeziehung zwischen einem Mann und einer Frau. Dann wechselt Prince das Thema und erwähnt die „unbekannten Gesichter“, die er bereits vergessen hat. Er singt von „kleinen Lügen und Alibis“, die wie „Goldgräber“ hinter ihm her sind und ihn somit an einige der negativen Seiten seines Bekanntheitsgrads erinnern. Nachdem er aber von dieser „Kette von Ereignissen befreit“ wurde, erinnert ihn dieses an seine Herkunft. Der Liedtext kann als Anspielung auf das Musiklabel Warner Bros. Records interpretiert werden, mit dem Prince sich zur damaligen Zeit im Streit befand.[47]

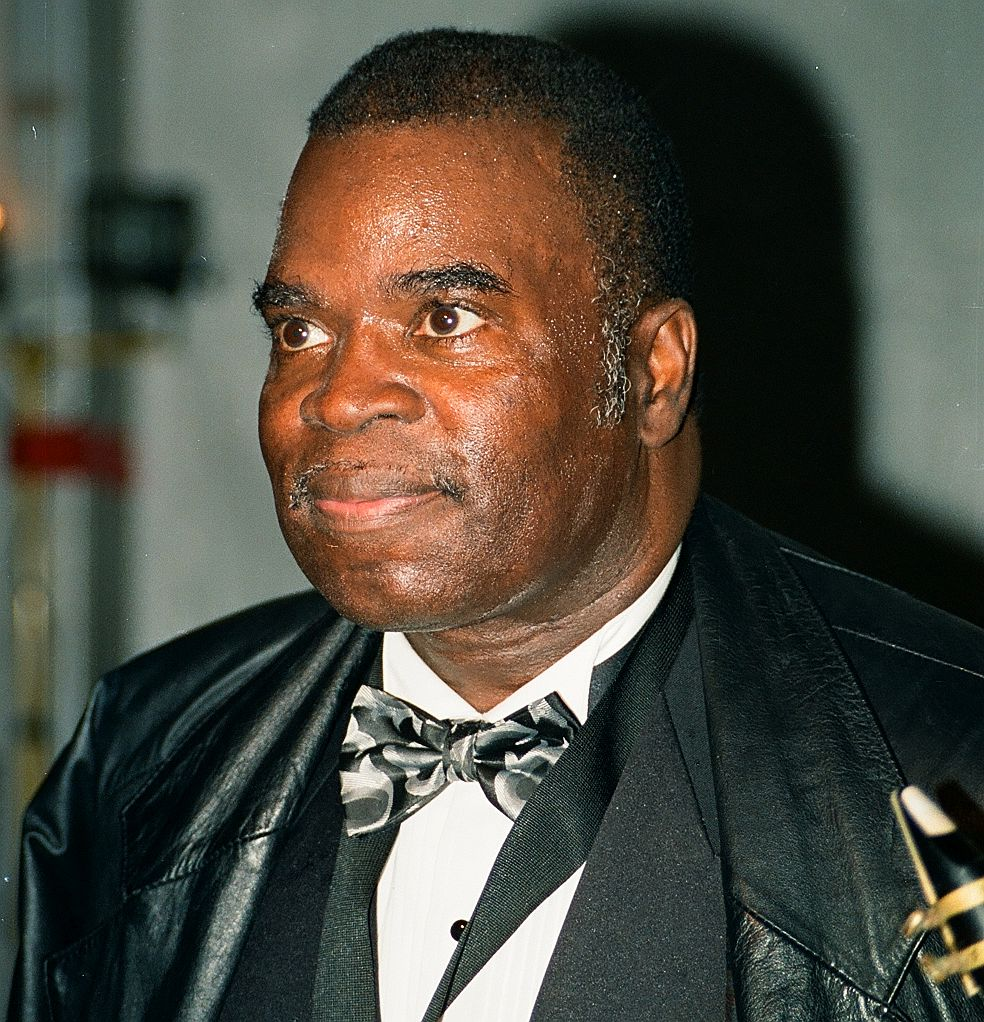
Maceo Parker, 1997

16. Wherever U Go, Whatever U Do Maceo Parker, 1997
Der wehmütige und melodisch gitarrenlastiger Mid-Tempo-Song kann dem Genre Easy Listening zugeordnet werden. Das Arrangement ist einfach komponiert, bestehend aus Gitarre, E-Bass und Linn-LM-1-Drumcomputer. Es fehlt ein klarer Chorus, stattdessen wechseln sich zwei Abschnitte ab, von denen einer aus Instrumentalmusik besteht und sich auf dekorative Gitarrenlinien konzentriert. Gegen Ende wird der Song auf eine höhere Tonart moduliert, bevor die vorherige Tonart wieder zurückkehrt. Das Schlagzeug-Pattern erinnert an Forever in My Life (1987) vom Album Sign “☮” the Times, während die Melodie zuweilen Every Breath You Take (1983) von The Police ähnelt. Wherever U Go, Whatever U Do ist ein Bejahungssong, wie einige auf dem Album Diamonds and Pearls aus dem Jahr 1991 zu hören sind.[40][44]
17. segue (1 800 New Funk Advertisement)
Prince ist mit verzerrter Stimme zu hören, wie er Werbung für seine damaligen Websites und für den damaligen US-Telefondienst „1-800-New-Funk“ macht, über den seine Tonträger bestellt werden konnten.
18. Prettyman
Der Hidden Track ist aus dem Genre Funk. Prince kreierte einen rhythmischen Groove, indem er sich wiederholende Keyboardphrasen mit statischer Bassstimme einbindet, das von live eingespieltem Schlagzeugspiel und vom Oberheim-Synthesizer begleitet wird. Von allen Prince-Songs ist Prettyman einer derjenigen, die am meisten an James Brown erinnern, zumal dessen ehemaliger Saxophonist Maceo Parker bei dem Stück mitwirkt; es war der erste Song, bei dem Prince und Parker zusammenarbeiteten. Thematisch hebt sich das Stück von den zuvor beschriebenen Songs ab und handelt augenzwinkernd von einem eingebildeten hübschen Mann, der eine Frau finden will. Der Mann hält sich für einen unwiderstehlich coolen Typen, ist in Wirklichkeit aber ein oberflächlicher Versager ohne Plan. Prince habe beim Schreiben des Liedtext an Morris Day and The Time gedacht, sagte er.[42][46][47]

## Titelliste und Veröffentlichungen
| 1 | Rave Un2 the Joy Fantastic                                     | 4:19 |
| 2 | Undisputed (feat. Chuck D) a                                   | 4:20 |
| 3 | The Greatest Romance Ever Sold                                 | 5:29 |
| 4 | segue (Miles Davis 199?)                                       | 0:04 |
| 5 | Hot Wit U (feat. Eve)                                          | 5:11 |
| 6 | Tangerine                                                      | 1:31 |
| 7 | So Far, So Pleased (feat. Gwen Stefani)                        | 3:24 |
| 8 | The Sun, the Moon and Stars                                    | 5:15 |
| 9 | Everyday Is a Winding Road b                                   | 6:12 |
| 10 | segue (Instrumental)                                           | 0:19 |
| 11 | Man ‘O’ War                                                    | 5:14 |
| 12 | Baby Knows (feat. Sheryl Crow)                                 | 3:18 |
| 13 | Eye Love U, but Eye Don’t Trust U Anymore (feat. Ani DiFranco) | 3:36 |
| 14 | Silly Game                                                     | 3:30 |
| 15 | Strange but True                                               | 4:12 |
| 16 | Wherever U Go, Whatever U Do                                   | 3:17 |
| 17 | segue (1 800 New Funk Advertisement)                           | 0:43 |
| 18 | Prettyman (feat. Maceo Parker) (Hidden Track)                  | 4:24 |
| Spieldauer: 70:00 min.                                                                                 |                                                                |      |
| Autor aller Songs ist Prince a Autor: Prince und Chuck Db Autor: Brian McLeod, Jeff Trott, Sheryl Crow |                                                                |      |

- Die Verwendung des englischen Pronomens „I“ („Ich“) stilisierte Prince seit 1988 in fast allen Songs als „Augen-Symbol“.

Rave Un2 the Joy Fantastic wurde am 9. November 1999 veröffentlicht. Das Album erschien auf CD, Doppel-LP und MC, später auch als Download. Die Doppel-LP enthält aber nicht die beiden Stücke Prettyman und segue (1 800 New Funk Advertisement). Auf der CD ist der Song Wherever U Go, Whatever U Do mit einer Länge von 8:50 Minuten angegeben, wobei aber nach 3:17 Minuten nur noch eine Pause vorhanden ist; innerhalb dieser Pause wird zu Track 17 segue (1 800 New Funk Advertisement) gewechselt.

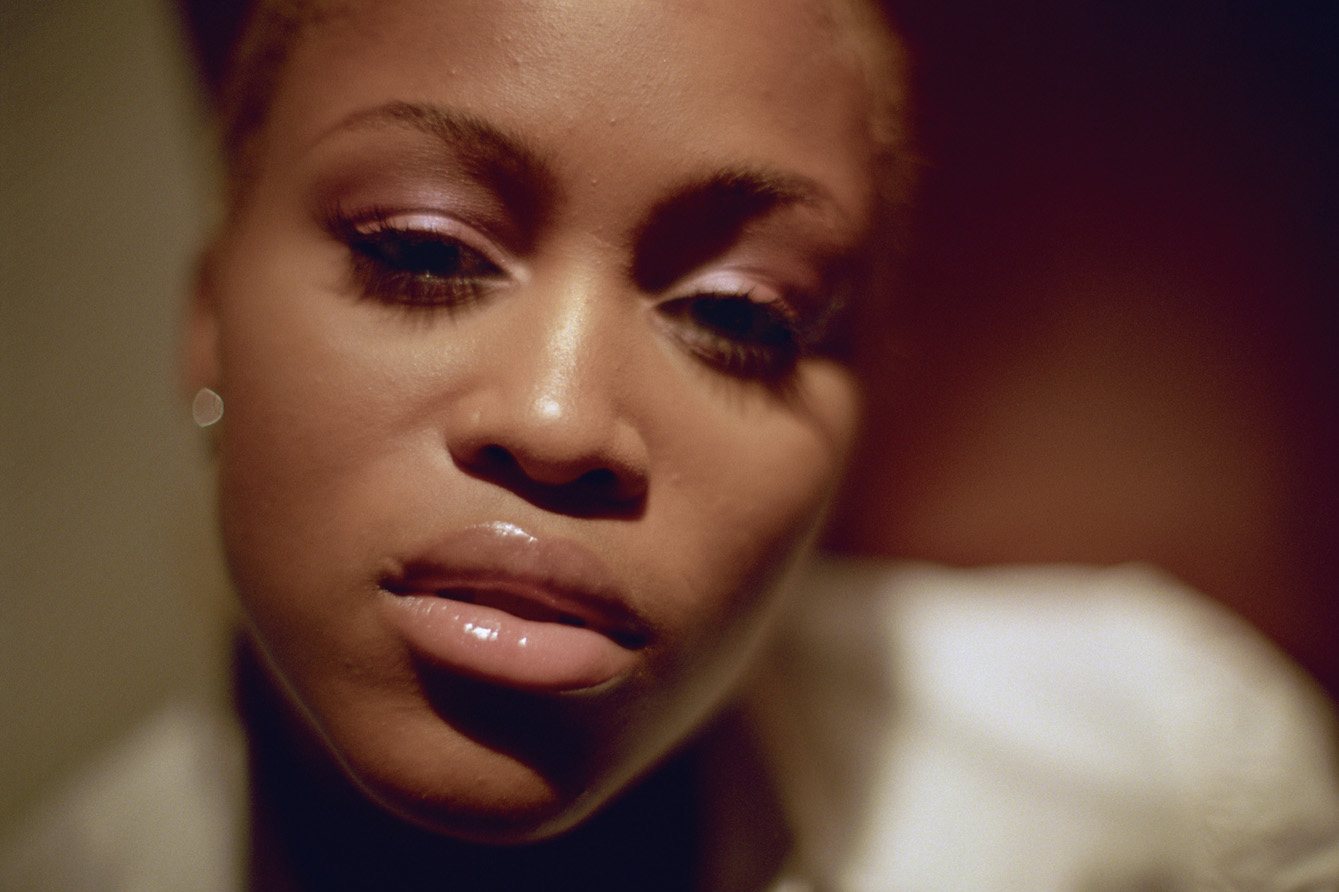
Eve, 2003

Die japanische CD-Ausgabe enthält diese Pause nicht, besitzt aber als 17. Song den Bonustrack The Greatest Romance Ever Sold im „Adam & Eve Remix“ mit Rapperin Eve. Die Version ist 4:29 Minuten lang. Track 18 beginnt mit einer Pause von 1:02 Minuten, bevor segue (1 800 New Funk Advertisement) anfängt. 19. und letzter Track ist Prettyman.
Prince arbeitete zum ersten Mal seit seinem Album Emancipation aus dem Jahr 1996 wieder mit einem Major-Label – Arista Records – zusammen. Seine Alben in der Zeit von 1997 bis 1998 hatte er über sein eigenes Label NPG Records vertrieben, doch diese wurden von den Massenmedien wenig beachtet. Prince bestritt aber, nur deshalb zu einem Major-Label zurückgekehrt zu sein, weil die Verkaufszahlen seiner Alben über NPG Records enttäuscht hätten. Diese Veröffentlichungen seien für ihn finanziell sehr lukrativ gewesen; nach eigenen Angaben bekam er bei Warner Bros. Records maximal 1,40 US-Dollar pro verkaufte CD, bei seinem Label NPG Records hingegen sieben Dollar. Mittlerweile sei er lieber „Nummer 1 bei der Bank“ als an der Spitze der Musikcharts, sagte Prince im Jahr 1999.
Am 26. April 2019 veröffentlichte The Prince Estate („Der Prince-Nachlass“) das Boxset Ultimate Rave, das sowohl Rave Un2 the Joy Fantastic als auch Rave In2 the Joy Fantastic als Doppelalbum in lilafarbenem Vinyl beinhaltet. Außerdem ist die Live-DVD Rave Un2 the Year 2000 enthalten.

### Singles
Von dem Album wurde mit The Greatest Romance Ever Sold nur eine Single ausgekoppelt, die am 5. Oktober 1999 in einer auf 4:31 Minuten gekürzten Radio Edit Version erschien. Als B-Seite ist der Song im „Adam & Eve Remix“ zu hören, bei dem Eve mitwirkt. Eine Maxi-Single von The Greatest Romance Ever Sold wurde am 23. November 1999 veröffentlicht, auf der Remixe von Jason Nevins und The Neptunes vorhanden sind, zudem ist Q-Tip als Gastrapper vertreten.
Ferner sind mit Baby Knows und Man ‘O’ War zwei Promo-Singles veröffentlicht worden. Baby Knows erschien Ende 1999 als 1-Track-CD und wurde nur in den Niederlanden herausgebracht. Anfang 2000 wurde Man ‘O’ War in den drei Versionen „Radio Edit Without Guitar Solo“ (3:56), „Radio Edit With Guitar Solo“ (3:59) und „Call Out Research Hook“ (0:15) ausschließlich in den USA veröffentlicht.

### Musikvideos
Prince produzierte mit The Greatest Romance Ever Sold nur ein Musikvideo zu Songs von Rave Un2 the Joy Fantastic. Regisseur war der US-amerikaner Malik Hassan Sayeed (* 1969), der vom 6. November bis zum 8. November 1999 Footage im Paisley Park Studio drehte. Premiere des Musikvideos war aber erst im 9. Dezember 1999, also zwei Monate nach der Single-Veröffentlichung.

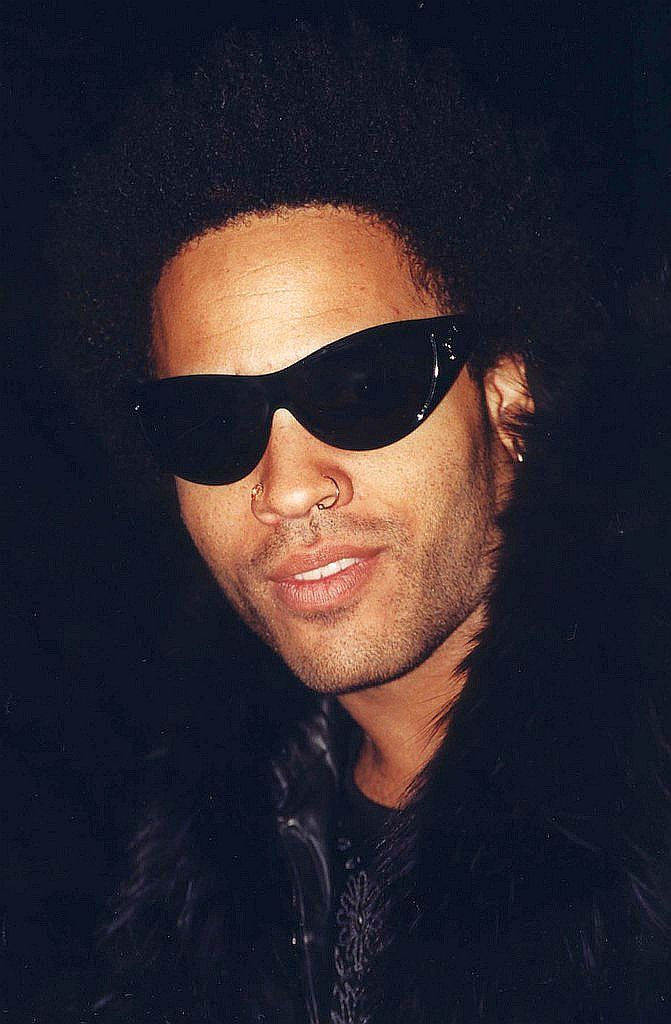
Lenny Kravitz, 2000

Im Video vollziehen Prince und die in Kapstadt geborene Tänzerin Desray Junca unter anderem pantomimisch den Geschlechtsakt und bei Minute 4:14 wird bei ihr mittels Computeranimation eine Schwangerschaft simuliert. Prince hatte Junca 1999 im Crazy Horse in Paris kennen gelernt, wo sie als Stripperin arbeitete. Nach Aussage von seiner damaliger Ehefrau Mayte Garcia habe er damals „nach seinen eigenen Maßstäben eine Grenze überschritten“. Als Garcias Mutter das Musikvideo angesehen hatte, war sie sehr verärgert: „Welcher Mann kommt auf die Idee, seine Frau vor der Öffentlichkeit derart zu blamieren! Was für ein schlechter Kerl. Das ist nicht mein Schwiegersohn!“
Fünf Tage nach Prince’ Tod sagte Junca am 26. April 2016 in einem Interview, sie sei mit Prince von 1999 bis 2001 in einer Beziehung gewesen. Er habe sogar mit ihr zusammenwohnen und sie als Angestellte beruflich integrieren wollen, was sie aber beides abgelehnt habe. Das letzte Mal habe sie Prince kurz nach dem Tod seines Vaters (25. August 2001) gesehen. Die Originaltextzeile „I hitched a Ride with a Vending Machine Repair Man“ („Ich fuhr per Anhalter mit einem Getränkeautomat-Mechaniker“) im Song Everyday is a Winding Road von Sheryl Crow änderte Prince in seiner Coverversion in „I hitched a Ride with a Crazy Horse Showgirl“ („Ich fuhr per Anhalter mit einem Crazy-Horse-Showgirl“).
Ende 1999 produzierte Prince in seinem Paisley Park Studio mit Hot Wit U ein zweites Musikvideo, allerdings ist der Song im „Nasty Girl Remix“ zu hören. Regisseur war er selbst und erneut wirkt Desray Junca mit. Premiere des Videos war am 24. Mai 2000 – acht Tage nachdem Prince seinen ursprünglichen Künstlernamen wieder angenommen hatte.
Am 18. Dezember 1999 spielte Prince ein Livekonzert in seinem Paisley Park Studio, das Silvester 1999 in den USA für eine einmalige Gebühr von 19,95 US-Dollar (damals 19,86 Euro) bei einem Pay-TV-Sender angeschaut werden konnte. Am 5. Juni 2000 veröffentlichte er dieses Konzerts unter dem Titel Rave Un2 the Year 2000 auf DVD und VHS. Als Gastmusiker wirken Lenny Kravitz, Maceo Parker, Rosie Gaines und The Time mit.

### Coverversionen
Zu Songs den Albumsongs existieren nur wenige Coverversionen. Im Jahr 2000 nahm Maceo Parker Instrumentalversionen von Baby Knows und The Greatest Romance Ever Sold auf, die auf seinem Album Dial: M-A-C-E-O zu hören sind. 2006 coverte Molly Johnson das Stück Tangerine, und 2008 spielte Håkon Kornstad eine Instrumentalversion von The Greatest Romance Ever Sold ein, die auf der 5-CD-Box Shockadelica: 50th Anniversary Tribute to the Artist Known as Prince veröffentlicht wurde, anlässlich Prince’ 50. Geburtstag im Juni 2008.

## Mitwirkende

### Musiker
Alle Songs wurden von Prince arrangiert, komponiert, produziert und vorgetragen. Zudem spielte er alle Musikinstrumente selbst ein, wobei folgende Personen die Aufnahmen ergänzten:
- Adele C. – „Queen“ in Undisputed
- Ani DiFranco – Akustische Gitarre in Eye Love U, but Eye Don’t Trust U Anymore
- Chuck D – „rhyme animal“ in Undisputed
- DJ Brother Jules (* 1971; † 2021) – Scratchen in Hot Wit U, Prettyman, Undisputed
- DuJuan Blackshire – Backing Vocals in Everyday is a Winding Road
- Eve – „rhyme“ in Hot Wit U
- Gwen Stefani – Co-Leadsängerin in So Far, So Pleased
- Hornheads – Baritonsaxophon, Posaune, Saxophon, Trompete in Hot Wit U, Man ‘O’ War
- Johnny Blackshire – Backing Vocals in Everyday is a Winding Road
- Kip Blackshire – Vocoder Vox in Everyday is a Winding Road, Undisputed
- Kirk Johnson – Chanting „NPG“ in Undisputed; Schlagzeug in So Far, So Pleased; zusätzliche Perkussions in Man ‘O’ War
- Larry Graham – Backing Vocals in Everyday is a Winding Road
- Maceo Parker – Saxophon in Prettyman
- Marva King – Backing Vocals in So Far, So Pleased
- Michael Bland – Schlagzeug in Baby Knows
- Mike Scott – Rhythmusgitarrist in The Greatest Romance Ever Sold
- Miles Davis – unbekannter Credit in segue (Miles Davis 199?)
- Morris Hayes – Chanting „NPG“ in Undisputed
- Rhonda Smith – Akustische Bassgitarre in Tangerine; E-Bass in So Far, So Pleased
- Sheryl Crow – Co-Leadsängerin und Mundharmonika in Baby Knows

### Technisches Personal
- Prince – Arrangements der Hörner, Mixing, Programming der Drumcomputer, Toningenieur
- Arne Frager – Toningenieur für The NPG Orchestra
- Clare Fischer mit The NPG Orchestra – Orchestrierung des Streichorchesters in Man ‘O’ War, segue, Silly Game, The Sun, the Moon and Stars
- Femi Jiya – Toningenieur im Song Rave Un2 the Joy Fantastic
- Hans-Martin Buff – Mixing, Toningenieur
- Jeff Shannon – Toningenieur-Assistenz für The NPG Orchestra
- Kirk Johnson – Programming der Drumcomputer
- Michael B. Nelson – Arrangements der Hörner
- Steve Mandel – Toningenieur-Assistenz in Baby Knows und So Far, So Pleased
- Steve Parke – Albumdesign, Artdirector, Fotograf
- Tony Dawsey – Mastering
- Victor Carrillo – Toningenieur-Assistenz für The NPG Orchestra

## Rezensionen
Einige Musikkritiker vertraten zwar auch die Meinung, Rave Un2 the Joy Fantastic ist eines von Prince’ besten Alben in den 1990er Jahren, aber verglichen mit anderen seiner Alben wurde es überwiegend verhaltend oder negativ bewertet. Als Prince von der The New York Times gefragt wurde, ob Rave Un2 the Joy Fantastic so etwas wie ein Comebackversuch gewesen sei, antwortete er: „Ich war doch nie weg.“ Die Website AOTY (Album of the Year) errechnete eine Durchschnittsbewertung von 57 %, basierend auf sieben Rezensionen englischsprachiger Medien.
Die USA Today zeigte sich begeistert und gab dreieinhalb von vier Sternen. Das Album wurde als „fürstliche Mischung aus Balladen, Knalleffekten und Überraschungen“ beschrieben, wobei Prince eine „prächtige Kollaboration zwischen der Old School des Funks und dem New Cool des Pop“ produziert habe. Songs wie „das anzügliche“ Hot Wit U, „dem schmachtenden“ Man ‘O’ War und der Klavierballade Eye Love U, but Eye Don’t Trust U Anymore wurden als „herausragend“ bezeichnet. Alle Albumsongs seien „von verführerischem Gesang, organischer Instrumentierung und knackigen Arrangements“ miteinander verbunden. Überraschungen existierten „zuhauf“, wie beispielsweise „vom tief groovigen Funk“ im Hidden Track Prettyman über die „Reggae-Coda auf dem falsettgeküssten“ The Sun, the Moon and Stars bis hin zu einem „inbrünstigen Spoken-Word-Spiel“ in Strange but True. „Sexy, berauschend und feierlich“ – das Album könne der „Champagner der Pop-Cocktails des neuen Jahrtausends“ sein, lobte die USA Today.
Das US-Musikmagazin Rolling Stone verteilte dreieinhalb von fünf Sternen. Zwar stammten „die Beats aus der Konserve“ und „die schale Stimmung“ in Hot Wit U und Undisputed stünden „stellvertretend für das Schlechteste“, was Prince in den 1990er Jahren produziert habe, aber es existierten auch „eine Handvoll großartiger Songs“; beispielsweise seien „seine besten Momente“ seit seinem Album Love Symbol im Jahr 1992 zu hören, wie das „Trio von leichten, verschlungenen Langsam- bis Midtempo-Grooves“ Tangerine, The Greatest Romance Ever Sold und The Sun, the Moon and Stars. Zudem sei Prettyman „eine rasante Up-Tempo-Nummer“ und Eye Love U, but Eye Don’t Trust U Anymore „eine zärtliche Ballade, die die Probleme, die sich zwischen Liebenden auftun, auf den Punkt“ bringe. Letztendlich überwiege „die Qualität dieser wenigen erhabenen Momente das schwache Album um sie herum“, schrieb der Rolling Stone als Fazit.
Stephen Thomas Erlewine von AllMusic war enttäuscht und verteilte nur zweieinhalb von fünf Sternen. Er kritisierte die kommerziellen Aspekte, die bei dem Album eine Rolle gespielt hätten und meinte, es sei „schockierend zu hören“, wie „oberflächlich die meisten Performances“ auf Rave Un2 the Joy Fantastic wirkten. Doch „noch seltsamer ist“, wie „offensichtlich Prince nach den Pop-Charts“ strebe. Es existierten zwar „ein paar coole Momente“, aber „seltsamerweise sind die meisten davon Songs mit Superstars“. Vor allem in den drei Tracks Baby Knows, So Far, So Pleased und Undisputed klinge Prince „engagiert und abenteuerlustig“. Diese Songs, zusammen mit dem „passablen Funk-Pop-Titelstück“ und den beiden Balladen The Sun, the Moon and Stars und Wherever U Go, Whatever U Do, wirkten „ziemlich unterhaltsam“. Aber ihre Präsenz unterstreiche, wie „banal der Rest von ‘Rave’ ist“. Letztendlich sei Rave Un2 the Joy Fantastic wie „jedes Album“, das Prince unter seinem unaussprechbaren Symbol herausgebracht habe, eines „für Liebhaber“, meinte Erlewine abschließend.
Die beiden Musikkritiker David Wilson und John Alroy gaben ebenfalls zweieinhalb von fünf Sternen. Das Album strotze zwar vor „instrumentaler, stimmlicher und kompositorischer Brillanz“, aber Prince habe „nicht viel zu sagen“. Wie üblich seien die Musikstile „sehr unterschiedlich“ und wechselten von „unmelodischen Experimenten mit synthetischem Lärm“ wie im Titelstück, Strange but True und Undisputed bis hin zu „wunderschönen, vielschichtigen Liebesliedern“ wie Man ‘O’ War und The Sun, the Moon and Stars. Wenn die Herangehensweise wie in Tangerine funktioniere, klinge Prince „wie ein Genie“. Wenn dieses aber wie „der langweilige Electrofunk“ in Hot Wit U nicht der Fall sei, wirke er wie ein „Genre-angepasster Angeber“. Im Gesamtbild sei Rave Un2 the Joy Fantastic Prince’ „radiotauglichstes Werk seit langem“, obwohl es ihn nicht zurück an die Spitze der Charts gebracht habe.
Der New Musical Express war sehr enttäuscht und gab nur einen von fünf Sternen. Bereits „nach wenigen Sekunden“ werde das Titelstück „von dem luftigen Elektro-Groove versenkt“, der sich durch das gesamte Album ziehe. Zwar sei Prince „immer noch beeindruckend, immer noch eigenwillig, aber jetzt auch stark anachronistisch“. Es wirke, „als ob Prince um die Jahrhundertwende getötet wurde, und seine Plattenfirma hat den Vorfall geheim gehalten und Ausschnitte aus seinen vorherigen Sessions als neues Alben veröffentlicht“.

## Kommerzieller Erfolg

### Chartplatzierungen
| ChartsChartplatzierungen       | Höchstplatzierung | Wochen |
| ------------------------------ | ----------------- | ------ |
| Deutschland (GfK)              | 39 (5 Wo.)        | 5      |
| Österreich (Ö3)                | 44 (2 Wo.)        | 2      |
| Schweiz (IFPI)                 | 19 (12 Wo.)       | 12     |
| Vereinigtes Königreich (OCC)   | n. v. (n. v. Wo.) | n. v.  |
| Vereinigte Staaten (Billboard) | 18 (15 Wo.)       | 15     |

Im Vereinigten Königreich wurde Rave Un2 the Joy Fantastic für die Charts nicht zugelassen, weil Arista Records bei der Werbekampagne in London einen Fehler machte; das Unternehmen verteilte bei einer Veranstaltung kostenlos Exemplare vom Album, was für das damalige Reglement der British Phonographic Industry verboten war. Die Höchstplatzierung in Deutschland resultiert aus dem Mai 2019 durch die Wiederveröffentlichung als Boxset Ultimate Rave, im Jahr 1999 erzielte Rave Un2 the Joy Fantastic Platz 53.
| Jahr | Titel                          | Höchstplatzierung, Gesamtwochen, AuszeichnungChartplatzierungen (Jahr, Titel, , Platzierungen, Wochen, Auszeichnungen, Anmerkungen) | Höchstplatzierung, Gesamtwochen, AuszeichnungChartplatzierungen (Jahr, Titel, , Platzierungen, Wochen, Auszeichnungen, Anmerkungen) | Höchstplatzierung, Gesamtwochen, AuszeichnungChartplatzierungen (Jahr, Titel, , Platzierungen, Wochen, Auszeichnungen, Anmerkungen) | Höchstplatzierung, Gesamtwochen, AuszeichnungChartplatzierungen (Jahr, Titel, , Platzierungen, Wochen, Auszeichnungen, Anmerkungen) | Höchstplatzierung, Gesamtwochen, AuszeichnungChartplatzierungen (Jahr, Titel, , Platzierungen, Wochen, Auszeichnungen, Anmerkungen) | Anmerkungen                                 |
| Jahr | Titel                          | DE | AT | CH | UK | US | Anmerkungen                                 |
| ---- | ------------------------------ | --- | --- | --- | --- | --- | ------------------------------------------- |
| 1999 | The Greatest Romance Ever Sold | DE79 (7 Wo.)DE | — | — | UK65 (2 Wo.)UK | US63 (13 Wo.)US | Keine Top-50-Platzierungen weltweit bekannt |

Clive Davis wählte The Greatest Romance Ever Sold als Single vom Album aus und prognostizierte, der Song werde „in der ganzen Welt Nummer 1“. Auch Prince war von einem kommerziellen Erfolg überzeugt und meinte zu einem Reporter der The New York Times ironisch: „Sag mir, das ist kein Hit.“

### Auszeichnungen für Musikverkäufe
| Land/Region               | Auszeichnungen für Musikverkäufe (Land/Region, Auszeichnung, Verkäufe) | Verkäufe |
| ------------------------- | ---------------------------------------------------------------------- | -------- |
| Vereinigte Staaten (RIAA) | Gold                                                                   | 500.000  |
| Insgesamt                 | 1× Gold ·                                                              | 500.000  |

Hauptartikel: Prince/Auszeichnungen für Musikverkäufe
In der ersten Woche verkaufte sich Rave Un2 the Joy Fantastic in den USA 84.000 Mal, was für die damalige Zeit kein besonders gutes Ergebnis für ein Prince-Album war. Zwar erhielt das Album am 10. Dezember 1999 Goldstatus für 500.000 Exemplare, verkauft wurden tatsächlich aber nur zwischen 350.000 und 425.000 Alben; Arista Records hatte 500.000 Exemplare ausgeliefert, aber nicht alle wurden abgesetzt. Weltweit wurde Rave Un2 the Joy Fantastic ungefähr 820.000 Mal verkauft.

## Preise
Prince wurde in und für die Rave-Un2-the-Joy-Fantastic-Ära mit folgenden Preisen geehrt:

### Soul Train Music Awards
4. März 2000: Auszeichnung als „Artist of the Decade for Extraordinary Artistic Achievements – Male“ („Künstler des Jahrzehnts für außergewöhnliche künstlerische Leistungen – männlich“) bei den Soul Train Music Awards.

### Genesis Award
18. April 2000: Sonderpreis „The Dolly Green Special Achievement Award“ beim Genesis Award für die Liner Notes im Album Rave Un2 the Joy Fantastic, worin Prince die Gewinnung von Wollkleidern durch Lämmer kritisiert. Den Preis übergab ihm Schauspielerin María Conchita Alonso. Auf dem Weg zur Bühne erlaubte sich Prince einen Spaß und sagte: „Wow, als mir klar wurde, wo ich war, zog ich meinen Pelzmantel aus.“

### Minnesota Music Awards
24. April 2000: Gewinner in den Kategorien „Künstler des Jahres“ und „Bester R&B Künstler“. Zudem gewann Rave Un2 the Joy Fantastic in den beiden Kategorien „Best Major Label Recording“ und „Best R&B Recording“.

## Trivia
Clive Davis sagte nach Prince’ Tod im Jahr 2016 folgendes: „Prince war als Musiker, Performer und Songwriter einzigartig. Er war eindeutig eine der größten Persönlichkeiten aller Zeiten, immer faszinierend, magisch und auf dem neuesten Stand. Er war in jeder Hinsicht einzigartig. Prince persönlich zu kennen, bedeutete, jemanden zu kennen, der freundlich und sanftmütig, phänomenal brillant und intellektuell neugierig war, und der die Musik mit allen Sinnen liebte. Die Musikwelt hat auf tragische Weise eines ihrer größten prägenden Mitglieder verloren“.